# كلاسيك لوار-أتلانتيك 2022
كلاسيك لوار-أتلانتيك 2022 هو سباق دراجات هوائية، وهو الموسم الثاني والعشرين من لوار أتلانتيك الكلاسيكي، وأقيم في 19 مارس 2022 ضمن سباقات طواف أوروبا للدراجات 2022، وشارك فيه 109 متسابقاً ووصل إلى نهايته 68 متسابقاً.
فاز بالمركز الأول أنتوني بيريز، وبالمركز الثاني Lewis Askey ‏، وبالمركز الثالث Matis Louvel ‏.

## الفرق
| فرق عالمية (3)- AG2R Citroën Team - Cofidis - Groupama-FDJ فرق برو (5)- بي آند بي هوتيلز 2022 ‏ - كيرن فارما 2022 ‏ - سبورت فلاندرين بالويس 2022 ‏ - Arkéa-Samsic - TotalEnergies فرق قارية (7)- إيفوبرو ريسينغ ‏ - Van Rysel–Roubaix ‏ - جافا كيوي أتلانتيكو 2022 ‏ - Nice Métropole Côte d'Azur ‏ - سانت ميشيل-أوبير 93 2022 ‏ - سويس ريسينغ أكادمي 2022 ‏ - CIC U Nantes Atlantique ‏ فريق وطني- فريق فرنسا لركوب الدراجات للرجال 2022 ‏ |  |
| |  |

## التصنيف العام النهائي
| التصنيف العام         | التصنيف العام     | التصنيف العام   | التصنيف العام                          | التصنيف العام |
| العداء                | العداء            | البلد           | الفريق                                 | الوقت         |
| --------------------- | ----------------- | --------------- | -------------------------------------- | ------------- |
| 1                     | أنتوني بيريز      | فرنسا           | Cofidis                                | 4 س 16 د 15 ث |
| 2                     | Lewis Askey ‏      | المملكة المتحدة | Groupama-FDJ                           | + 0 ث         |
| 3                     | Matis Louvel ‏     | فرنسا           | اركيا سامسيك                           | + 0 ث         |
| 4                     | Paul Lapeira ‏     | فرنسا           | AG2R Citroën Team                      | + 0 ث         |
| 5                     | هوغو بيج ‏         | فرنسا           | فريق فرنسا لركوب الدراجات للرجال 2022 ‏ | + 0 ث         |
| 6                     | Fabien Grellier ‏  | فرنسا           | TotalEnergies                          | + 0 ث         |
| 7                     | Franck Bonnamour ‏ | فرنسا           | فيتال كونسبت ‏                          | + 0 ث         |
| 8                     | كليمان فنتوريني   | فرنسا           | AG2R Citroën Team                      | + 0 ث         |
| 9                     | Alan Jousseaume ‏  | فرنسا           | TotalEnergies                          | + 0 ث         |
| 10                    | Kamiel Bonneu ‏    | بلجيكا          | سبورت فلاندرين بالويس ‏                 | + 0 ث         |
| مصدر: ProCyclingStats |                   |                 |                                        |               |

## وصلات خارجية
- الموقع الرسمي
- لمحة عن سباق كلاسيك لوار-أتلانتيك 2022 على موقع  ProCyclingStats   (برو  سايكلنج  ستاتس) - إحصاءات  محترفي  الدراجات.
- كلاسيك لوار-أتلانتيك 2022 على موقع إحصائيات الدراجات الإحترافية (الإنجليزية)